# Malvastrum uniapiculatum
Malvastrum uniapiculatum är en malvaväxtart som beskrevs av Antonio Krapovickas. Malvastrum uniapiculatum ingår i släktet Malvastrum och familjen malvaväxter. Inga underarter finns listade i Catalogue of Life.